# Benan Öney
Benan Öney (* 1940) ist ein ehemaliger türkischer Fußballspieler.
Öney spielte in den 1960er-Jahren jeweils eine Saison für Beylerbeyi SK und Galatasaray Istanbul. Von 1966 bis zu seinem Karriereende 1969 war Öney Spieler des Zweitligisten Edirnespor.
Außerdem spielte der Stürmer 1962 viermal für die türkische U-18.